# Metalia latissima
Metalia latissima is een zee-egel uit de familie Brissidae.
De wetenschappelijke naam van de soort werd in 1925 gepubliceerd door Hubert Lyman Clark.